# René Jeannel
René Jeannel (Parijs, 23 maart 1879 - Parijs, 20 februari 1965) was een Frans entomoloog.
Jaennel was van 1945 tot 1951 directeur van het Muséum national d'histoire naturelle in Parijs. Het belangrijkste werk deed Jeannel op het gebied van de insectenfauna van de grotten in de Franse Pyreneeën en in de Karpaten in Roemenië. Hij werkte ook in Afrika. Jeannel was gespecialiseerd in Truffelkevers (toen Anisotomidae, nu Leiodidae) maar is ook auteur van een groot aantal artikelen over andere kevers (Coleoptera) die hij veelal voor het eerst wetenschappelijk beschreef. Hij was lid van de Roemeense Academie.

## Enkele werken
- Revision des Bathysciinae (Coleopteres silphides): morphologie, distribution géographique, systématique, Parijs (1911).
- Faune cavernicole de la France (1940).
- La genèse des faunes terrestres (1942).
- Voyage de Ch. Alluaud et R. Jeannel en Afrique Orientale (1911–1912).

- Bibliothèque nationale de France: cb12428572q (data)
- Gemeinsame Normdatei: 1055155368
- International Standard Name Identifier: 0000 0000 8387 4467
- Library of Congress Control Number: n86018700
- Nationale Bibliotheek van Tsjechië: mzk20231188505
- Nationale bibliotheek van Australië: 35786669
- Nationale Bibliotheek van Israël: 987007417802305171
- Nederlandse Thesaurus van Auteursnamen: 070991138
- Réseau des bibliothèques de Suisse occidentale: 02-A003422729
- Système universitaire de documentation: 033418098
- Museum of New Zealand Te Papa Tongarewa: 66902
- Trove: 1087481
- Virtual International Authority File: 61638721
- WorldCat: E39PBJbGVmmpd36BCYFdXRhT73